# Bolette Puggaard
Bolette Cathrine Frederikke Puggaard, född Hage 7 februari 1798 i Stege, Danmark, död 11 september 1847 i Köpenhamn, var en dansk landskapsmålare.
Bolette Puggaard var det äldsta av tio barn till köpmannen Christopher Friedenreich Hage och Christiane Arnette Just. Hon var syster till bland andra Johannes Dam Hage, Anton Alfred Hage, Hother Hage och Christopher Theodor Friedenreich Hage. Hon gick som privatelev för Christoffer Wilhelm Eckersberg i Köpenhamn.
Vid familjens besök i Rom 1835–1836 målade hon ett antal italienska landskapsbilder. Hon målade också landskap från Danmark och Norge. Hon ställde ut för första gången på vårutställningen Charlottenborg 1844. Hon deltog också postumt i Kvindernes Udstilling 1895.
Bolette Puggaard tillhörde en krets av ledande borgerliga personer i Köpenhamn, som under senare delen av den danska guldåldern stöttade konstnärer som Constantin Hansen, Wilhelm Marstrand, Jørgen Roed, Jørgen Sonne och Herman Wilhelm Bissen.
Hon gifte sig 1816 med köpmannen Hans Puggaard. Paret hade två söner, köpmannen Rudolph Puggaard och geologen Christopher Puggaard, och dottern, konstnären Maria Lehmann (1821–1849), som var gift med Orla Lehmann.